# Димитър Бахчеванов
Димитър Бахчеванов е български състезател (по десетобой) и треньор по лека атлетика, както и спортен учен.
Роден е в Бургас през 1936 г. Завършил е задочно ВИФ „Г. Димитров“ през 1966 г.
На треньорска работа в дружеството е от 1967 г. В ЦВСМ по лека атлетика е старши треньор на бригада „хвърляния“, а в националния отбор е треньор в звеното „диск“. В двадесетгодишната си треньорска дейност е подготвил редица силни състезатели като Радостина Въсекова-Бахчеванова, Мария Вергова-Петкова, Иванка Ванчева, Камен Димитров, Митко Павлов, Гинка Арамазова, а през 1986 г. неговият възпитаник Васил Бакларов става юношески световен шампион на 1-вото световно първенство за юноши в Атина.
Наред с треньорска, Бахчеванов се занимава и с научна дейност. През 1975 г. успешно защитава дисертация на тема „Контрастен метод за силова подготовка“ и му е присъдена научна степен „кандидат на педагогическите науки“. Автор е на методика за подготовка на лекоатлетите през олимпийския цикъл 1985–1988 г. за дисциплината „хвърляне на диск“.